# 接ベクトル
数学において、接ベクトル（英: tangent vector）とは、曲線や曲面に接するようなベクトルのことである。

## 曲線の接ベクトル
f: I → Rn を R の区間 I で定義された径数付曲線とする。t ∈ I における微分係数 f′(t) を f の t における接ベクトルという。f′(t) が 0 でないとき、点 f(t) を通り f′(t) を方向ベクトルとする直線
x(s) = f(t) + sf′(t)　　(s ∈ R)
が定まり、これをこの曲線の点 f(t) における接線という。また、このとき f′(t)/|f′(t)| は単位接ベクトルである。f′(t) = 0 のときは、接線が存在するとは限らない。
弧長を径数とするような R3 の曲線については、フレネ・セレの公式なども参照。
径数付曲線が関数 f: I → Rn のグラフによって与えられているとき、f が t で微分可能であれば、この曲線は (t, f(t)) において接線を持ち、それは
y − f(t) = f′(t)(x − t)
と書ける。逆に、接線が存在しても f が微分可能とは限らない。

## 多様体の接ベクトル
m 次元 Cr 級多様体 M (1 ≤ r ≤ ∞) の点 p において、p における（形式的）方向微分全体を Dpr とする。p を含む座標近傍 (U, φ; x1, ..., xm) をとると、方向微分 (∂/∂xi)p たちのはる部分ベクトル空間が座標近傍の取り方に依らずに定まる。これを接ベクトル空間といい、TpM と書く。またその元を接ベクトルという。接空間は速度ベクトルの全体と一致する。また、r = ∞ のとき、接空間は方向微分の全体に一致するが、一般には後者の方が大きい。